# スーパーグラフィックス
スーパーグラフィックス (Supergraphics) とは主に建築物に施されるグラフィック表現である。

## 概要
スーパーグラフィックスとは、タイポグラフィーやグラフィックデザインの手法を建築分野に応用したデザイン技法と表現である。施工範囲は建物の外壁にとどまらず内壁、床、天井まで行われ都市の風景を作り出す。

## 歴史
古くは1960年代半ばまで遡り、その時期の代表例としてチャールズ・ムーア設計、バーバラ・スタウファカー・ソロモンが内装を施した「シー・ランチ」が知られている。言葉として一般化したのは後の1967年に建築評論家のC・レイ・スミスが「スーパーグラフッィクス」を使ってからになる。1970年代に入るとこの表現は一旦終息する。
しかし近年では防波堤や街角の建物やシャッター、建築工事中の仮囲いなどで使用例が見受けられる。
2016年現在では静止画的なデザインだけでなくデジタルサイネージやプロジェクションマッピングなどの動画的なデザインや技術を取り入れた表現となっている。
建築に限った話ではないが、現代のITを応用した事例に拡張現実というものがある。